# إيرينا سليوتينا
إيرينا سليوتينا (مواليد 7 نوفمبر 1979 في ألما آتا) هي لاعبة تنس كازاخية، وبدأت مسيرتها من أواخر 1990 إلى غاية 2003. وفي عام 1997 كانت بطلة العالم للأصاغر للبنات كارا بلاك.
خلال مسيرتها، فازت بثلاثة ألقاب رابطة محترفات كرة المضرب.

## روابط خارجية
- إيرينا سليوتينا على موقع رابطة محترفات التنس (الإنجليزية)
- إيرينا سليوتينا على موقع الاتحاد الدولي لكرة المضرب (الإنجليزية)
- إيرينا سليوتينا على موقع كأس بيلي جين كينغ (الإنجليزية)
- إيرينا سليوتينا على موقع بطولة ويمبلدون (الإنجليزية)
- إيرينا سليوتينا على موقع خلاصة التنس.كوم (الإنجليزية)